# چوب‌مورها
چوب‌مورها (نام علمی: Hylomyrma) نام یک سرده از زیرخانواده مورچه‌ایان است.